# Bruce Metzger
Pour les articles homonymes, voir Metzger.
Bruce Manning Metzger (Middletown (Pennsylvanie), 9 février 1914 - Princeton (New Jersey), 13 février 2007) est un bibliste et théologien américain.
Metzger, spécialiste du Nouveau Testament, est professeur au Princeton Theological Seminary et membre du comité de rédaction de l'American Bible Society. Il est l'un des responsables éditoriaux du Novum Testamentum Graece.
Ses travaux sont récompensés par la médaille Burkitt en 1994.

## Œuvre critique

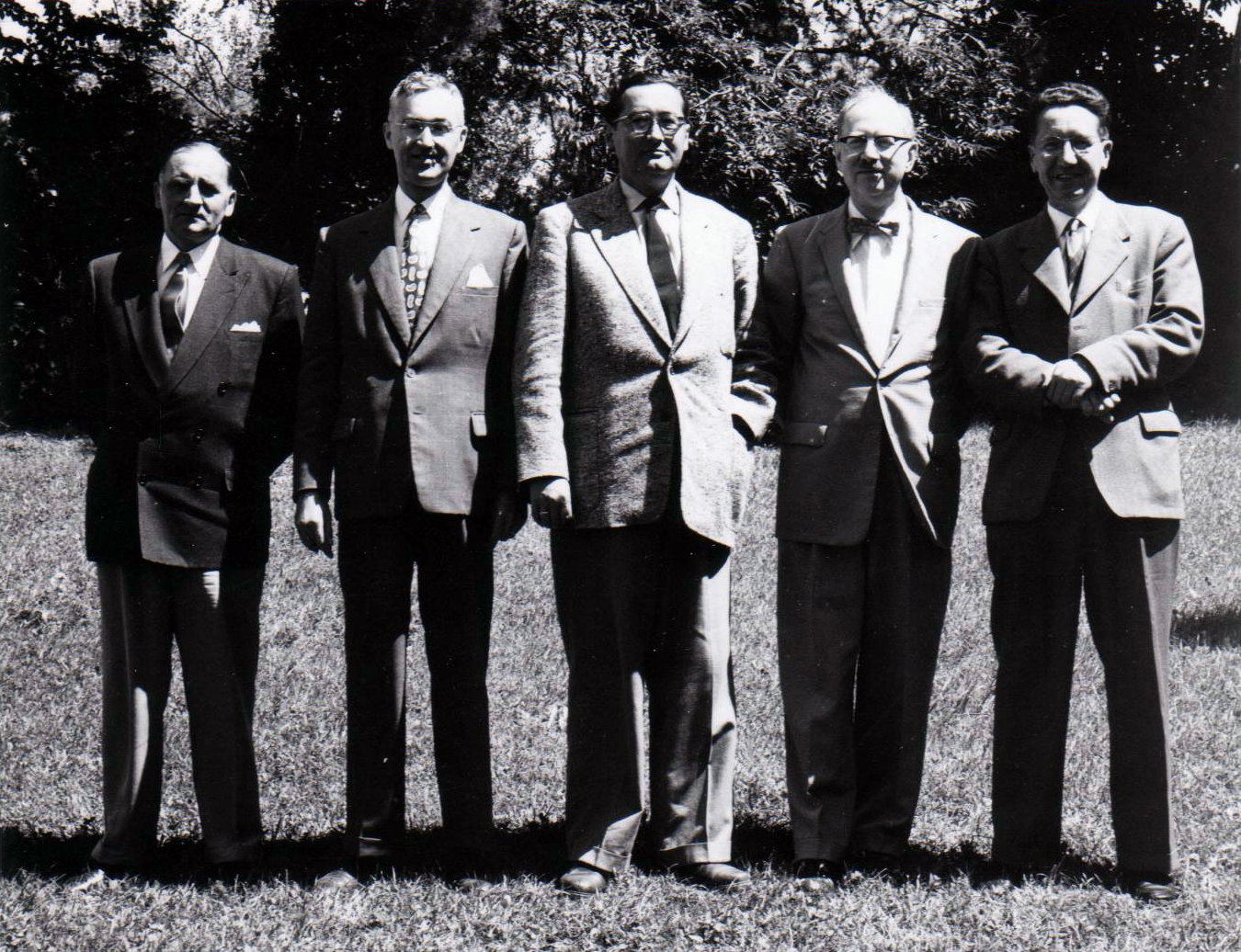
De gauche à droite: X..., Bruce Metzger, Kurt Aland (au centre), Allen Wikgren, Matthew Black (vers 1960).

Metzger a coordonné et annoté plusieurs traductions en anglais de la Bible, et a produit plusieurs études philologiques sur les Écritures. Son édition du « Nouveau Testament grec », compilée pour l'Alliance biblique universelle, est le point de départ de toutes les traductions récentes du Nouveau Testament en anglais. En 1952, il a participé à la Revised Standard Version (RSV) de la Bible, et a été en 1982 l'éditeur de la Reader's Digest Bible (version abrégée de la RSV). De 1977 à 1990, il présidait la commission des traducteurs de la New Revised Standard Version (NRSV) de la Bible et a « assuré l'essentiel de sa promotion dans la presse  ». Il s'est honoré de pouvoir présenter la NRSV (qui incorpore les livres que les confessions protestantes qualifient d'apocryphes, mais que catholiques et orthodoxes classent comme deutérocanoniques) à Jean-Paul II et au patriarche Dimitri Ier de Constantinople.
Sa trilogie (inédite en français), qui comprend The Text of the New Testament (1964), The Early Versions of the New Testament (1977) et The Canon of the New Testament (1987), résume ses contributions à l'étude du Nouveau Testament.
Ses gloses, qui concernent surtout la forme littéraire et le contexte historique de la rédaction des livres du canon biblique, s'appuient le plus souvent sur la critique historique et l'exégèse historico-critique de la Bible. Par exemple, Metzger estime que les pères de l'Église qui ont constitué le canon du Nouveau Testament ne se sont pas fondés sur le seul critère d'inspiration biblique mais qu'il était surtout important à leurs yeux qu'un texte rapportant des événements sur Jésus soit écrit, soit par l'un de ses compagnons, soit par un témoin visuel de sa vie et que, bien qu'ils aient considéré le Pasteur d'Hermas et les Épîtres de Clément comme des œuvres inspirées, ils les ont rejetés du canon.
À propos du canon, Metzger décèle trois critères « pour l'inclusion d'écrits comme sacrés, faisant référence et dignes d'être lus lors des célébrations religieuses », qui étaient « généralement adoptés au long du IIe siècle, et qui n'ont jamais été remis en question par la suite », à savoir l'orthodoxie (c'est-à-dire la conformité à la doctrine), le caractère apostolique, et le consensus des Églises. Il en conclut  : « Au sens strict, l'inclusion des livres dans le canon biblique n'est l’œuvre, ni d'individus, ni de conciles ; ces livres ont bien plutôt été reconnus et acceptés par le caractère d'authenticité de leur contenu, et leur vertu canonique s'est imposée à l’Église. »

## Ouvrages
- Apostolic Letters of Faith, Hope, and Love: Galatians, 1 Peter, and 1 John (2006)
- The Text of the New Testament: Its Transmission, Corruption, And Restoration (1964). 2005 4e édition  (ISBN 0-19-516122-X) (avec Bart D. Ehrman)
- The New Testament: Its Background, Growth and Content (2003, James Clarke & Co., Cambridge;  (ISBN 9780227170250))
- The Oxford Essential Guide to Ideas and Issues of the Bible (2002, avec Michael D. Coogan)
- The Oxford Guide to People & Places of the Bible (2001, avec Michael Coogan)
- The Bible in Translation, Ancient and English Versions (2001)
- Greek New Testament (2000, avec Barbara Aland)
- Breaking the Code: Understanding the Book of Revelation: Leader's Guide (1999)
- Reminiscences of an Octogenarian (1997)
- The Canon of the New Testament: Its Origin, Development, and Significance (1997)
- Textual Commentary on the Greek New Testament (1994)
- The Oxford Companion to the Bible (1993, avec Michael Coogan)
- The Reader's Bible (1983)
- Lexical Aids for Students of New Testament Greek (1969)
- List of Words Occuring Frequently in the Coptic New Testament (Sahidic Dialect) (1961)
- Introduction to the Apocrypha (1957)
- The Oxford Concise Concordance to the Revised Standard Version of the Holy Bible (avec sa femme Isobel)